# Anders August Eriksson
Anders August Eriksson (i riksdagen kallad Eriksson i Rödsta), född 25 april 1866 i Sollefteå, död där 7 juli 1953, var en svensk lantbrukare och riksdagsledamot (liberal).
Anders August Eriksson kom från en bondesläkt och var lantbrukare i Rödsta i Sollefteå. 
Han var riksdagsledamot i andra kammaren 1906–1908 för Ångermanlands mellersta domsagas valkrets och tillhörde Frisinnade landsföreningens riksdagsgrupp Liberala samlingspartiet. Han var bland annat suppleant i 1907–1908 års tillfälliga utskott. Som riksdagsledamot engagerade han sig inte minst i situationen för arrendatorer i Norrland och Dalarna. I riksdagen skrev han tre egna motioner om förhållandena kring jordarrenden i Norrland och Dalarna samt om pension åt enskild.